# Саттон (округ)
Округ Саттон (англ. Sutton county) — округ штата Техас Соединённых Штатов Америки. На 2000 год в нём проживало 4077 человек. По оценке бюро переписи населения США в 2009 году население округа составляло 4273 человек. Окружным центром является город Сонора.

## История
Округ Саттон был сформирован в 1887 году. Он был назван в честь Джона Шайлера Саттона, техасского рейнджера, солдата техасской революции и Американо-Мексиканской войны.

## География
По данным бюро переписи населения США площадь округа Саттон составляет 3767 км², из которых 3765 км² — суша, а 2 км² — водная поверхность (0,04 %).

### Основные шоссе
- Межштатная автомагистраль I-10
- Шоссе 277

### Соседние округа
- Шлайкер  (север)
- Кимбл  (восток)
- Эдуардс  (юг)
- Вал-Верде  (юго-запад)
- Крокетт  (запад)